# Chrysso indicifera
Chrysso indicifera är en spindelart som beskrevs av Chamberlin och Ivie 1936. Chrysso indicifera ingår i släktet Chrysso och familjen klotspindlar. Inga underarter finns listade i Catalogue of Life.